# Mathraki
Mathraki (Grieks: Μαθράκι) is een Grieks eiland dat behoort tot de Ionische Eilanden in de Ionische Zee. Het ligt op ongeveer 10 kilometer van de noordwestkust van Corfu. Het eiland is ongeveer 4 kilometer lang en 1,5 kilometer breed. Het hoogste punt van het eiland is 150 meter.
Mathraki wordt sinds de 17e eeuw door de inwoners van het eiland Othoni gebruikt voor landbouw. Aan het einde van de 19e eeuw vestigden sommigen van hun zich permanent op Mathraki. Vandaag de dag telt het eiland 297 inwoners, voornamelijk in de gehuchten Mathraki Ano en Kato Mathraki. Zij leven vooral van de productie van olijven. Toerisme is schaars.

## Externe link

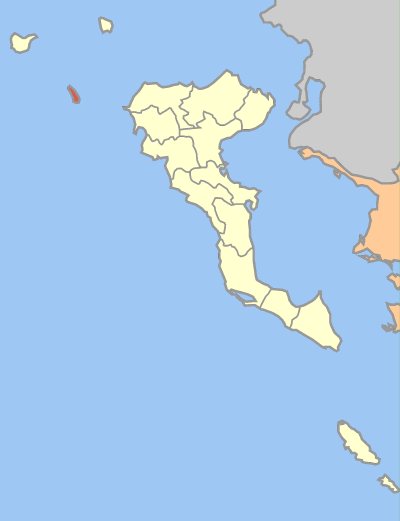
Ligging van het eiland